# Feissons-sur-Salins
Feissons-sur-Salins é uma comuna francesa na região administrativa de Auvérnia-Ródano-Alpes, no departamento de Saboia. Estende-se por uma área de 4,8 km². Em 2010 a comuna tinha 181 habitantes (densidade: 37,7 hab./km²).